# Notiophilus semistriatus
Notiophilus semistriatus (лат.) — вид жуков-жужелиц рода большеглазов из подсемейства плотинников. Голарктика. Бореальный вид. Северная Америка, Россия (Алтай, Саяны, Восточная Сибирь, Прибайкалье, Дальний Восток).

## Описание
Длина тела около 0,5 см. Голова крупная с огромными глазами. Дневные хищники, охотятся на ногохвосток. В Прибайкалье обитает в смешанном лесу (900—1300 м) и альпийском поясе (1600—1700 м).